# Jun Hee Lee
Jun Hee Lee (Saint Louis, Missouri) – amerykański aktor koreańskiego pochodzenia.

## Życiorys
Lee rozpoczął karierę aktorską w 2004 występując w filmie Ethan Mao, gdzie zagrał główną rolę. W ciągu następnego roku wystąpił w horrorze, Katiebird * Certifiable Crazy Person oraz komedii, American Pie: Wakacje. Oprócz tego aktor dubbingował gry wydawane na Play Station 2 a także wystąpił w jednym z epizodów serialu Drake i Josh.
Obecnie Jun prowadzi liczne programy telewizyjne oraz internetowe takie jak Asia Street, Revolution oraz "Tear 11" który powstaje przy współpracy z Warner Bros.
Lee przed rozpoczęciem kariery aktorskiej był uczniem Boston University, gdzie się studiował na wydziale aktorstwa oraz zarządzania. od 2007 roku mieszka w Santa Clara w Kalifornii.

## Wybrana filmografia
- 2004 - Ethan Mao
- 2005 - American Pie: Wakacje
- 2010 - Wampiry i świry